# Schulglocke

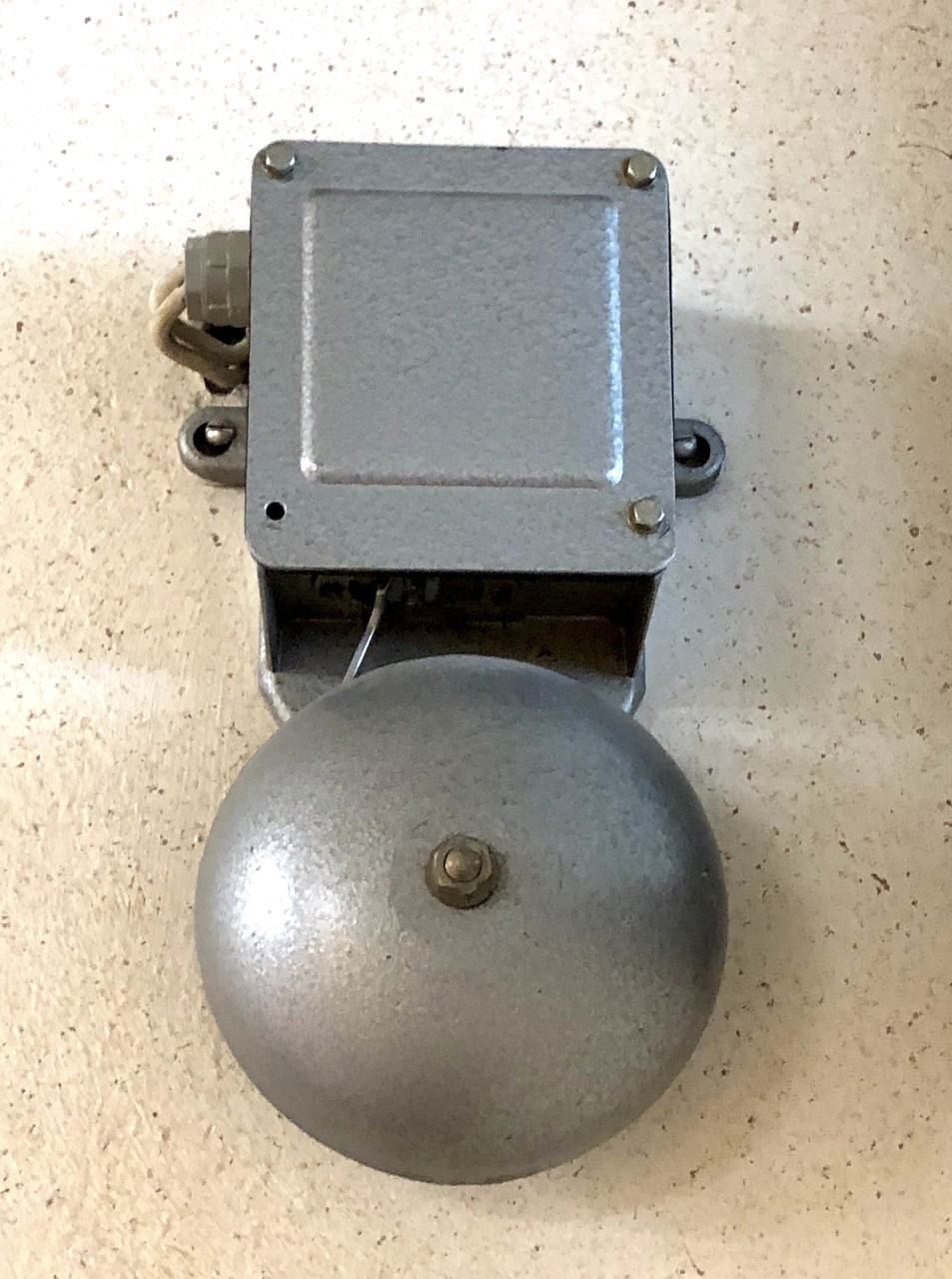
Schulglocke (Bj. 1978)

Eine Schulglocke (alternative Bezeichnungen Pausenklingel, Schulgong) ist eine Glocke oder ein anderer, heute üblicherweise elektronischer Signalgeber, der in einer Schule den Beginn und das Ende einer Unterrichtsstunde ankündigt.

## Geschichte
Vor dem 19. Jahrhundert war die Schulglocke kaum verbreitet: Der Lehrer rief die Schüler vielmehr mit Händeklatschen in den Unterrichtsraum. War der Lehrer, wie vielerorts üblich, zugleich auch Küster, nutzte er hierfür auch die Kirchenglocken. Mancherorts gab es zu diesem Zweck sogar eine eigene Schulglocke im Kirchturm. Im Laufe des 19. Jahrhunderts veränderte sich das Berufsbild des Lehrers. Die Personalunion mit dem Küsterdienst wurde nach und nach aufgelöst, so dass auch die Zuständigkeit für die Kirchenglocken verlorenging.
Ab 1870 wurde die Schulglocke vom preußischen Staat als wünschenswert angesehen. Dies wurde jedoch keineswegs gleich überall umgesetzt, unter anderem weil der Staat nicht bereit war, die Kosten dafür zu tragen. Auch war zu dieser Zeit vielen Schülern keine zuverlässige Uhr zugänglich, so dass es ihnen gar nicht möglich war, pünktlich zu sein.
Erst Anfang des 20. Jahrhunderts verbreitete sich die Schulglocke tatsächlich an deutschen Schulen. Läuten durften – auf den Wink des Lehrers hin – die Schüler selbst. Mit der Schulglocke kehrte die Pünktlichkeit als preußische Tugend in den Schulen ein.

## Technik
Anfangs handelte es sich bei der Schulglocke teils um eine einfache Schelle. Später bekamen viele Schulen eine fest an der Wand montierte oder freistehende Glocke. Heute sind zumeist elektronische Gongs im Einsatz, die vollautomatisch auf der Basis eines programmierten Uhrensystems funktionieren.

## Praxis und Alternativen
In Österreich gibt es an einigen Schulen den Versuch, gänzlich auf eine Schulglocke zu verzichten, so dass offene Lernformen ohne 50-Minuten-Taktung leichter umsetzbar werden. Über Sinn und Erfolg dieser Maßnahme wird kontrovers diskutiert.